# Zlata, Serbia
Zlata (Злата), este un sat situat în partea de sud a Serbiei, în  districtul Toplica. Aparține administrativ de comuna Prokuplje. La recensământul din 2002 localitatea avea 205 locuitori.